# اوروپرفیرینوژن I
اوروپرفیرینوژن I (به انگلیسی: Uroporphyrinogen I) با فرمول شیمیایی C40H44N4O16 یک ترکیب شیمیایی با شناسه پاب‌کم ۴۴۰۷۷۵ است؛ که جرم مولی آن ۸۳۶٫۷۹۵ گرم بر مول می‌باشد.